# Odisha
Odisha, bis 2011 Orissa (Oriya ଓଡ଼ିଶା Oṛiśā [oɽiˈsaː] ⓘ), ist ein indischer Bundesstaat mit einer Fläche von 155.707 km² und 42 Millionen Einwohnern (Volkszählung 2011). Die Hauptstadt ist Bhubaneswar. Die Amtssprache des Staates und Muttersprache von über 83 Prozent der Bevölkerung ist Oriya. Bei der Form "Odisha" handelt es sich um eine Transliteration, die aber in der Originalaussprache wie "Orissa" gesprochen wird. Das Gleiche gilt für "Odia", ebenfalls eine Transliteration, die wie "Oriya" ausgesprochen wird.

## Geographie
Odisha grenzt an die Bundesstaaten Andhra Pradesh im Süden, Telangana im Südwesten, Chhattisgarh im Westen, Jharkhand im Norden und Westbengalen im Nordosten. Im Osten liegt die Küste des Golfs von Bengalen.

### Größte Städte
(Stand: Volkszählung 2011)
|                                             | Stadt                 | Einwohner |    | Stadt               | Einwohner |
| ------------------------------------------- | --------------------- | --------- | -- | ------------------- | --------- |
| 1                                           | Bhubaneswar           | 837.737   | 6  | Sambalpur           | 183.383   |
| 2                                           | Cuttack               | 606.007   | 7  | Baleswar (Balasore) | 118.202   |
| 3                                           | Rourkela              | 540.000   | 8  | Baripada            | 110.058   |
| 4                                           | Berhampur (Brahmapur) | 355.823   | 9  | Bhadrak             | 107.369   |
| 5                                           | Puri                  | 201.026   | 10 | Balangir            | 98.238    |
| Quelle: Census of India 2011. (PDF; 154 kB) |                       |           |    |                     |           |

## Bevölkerung

### Demografie

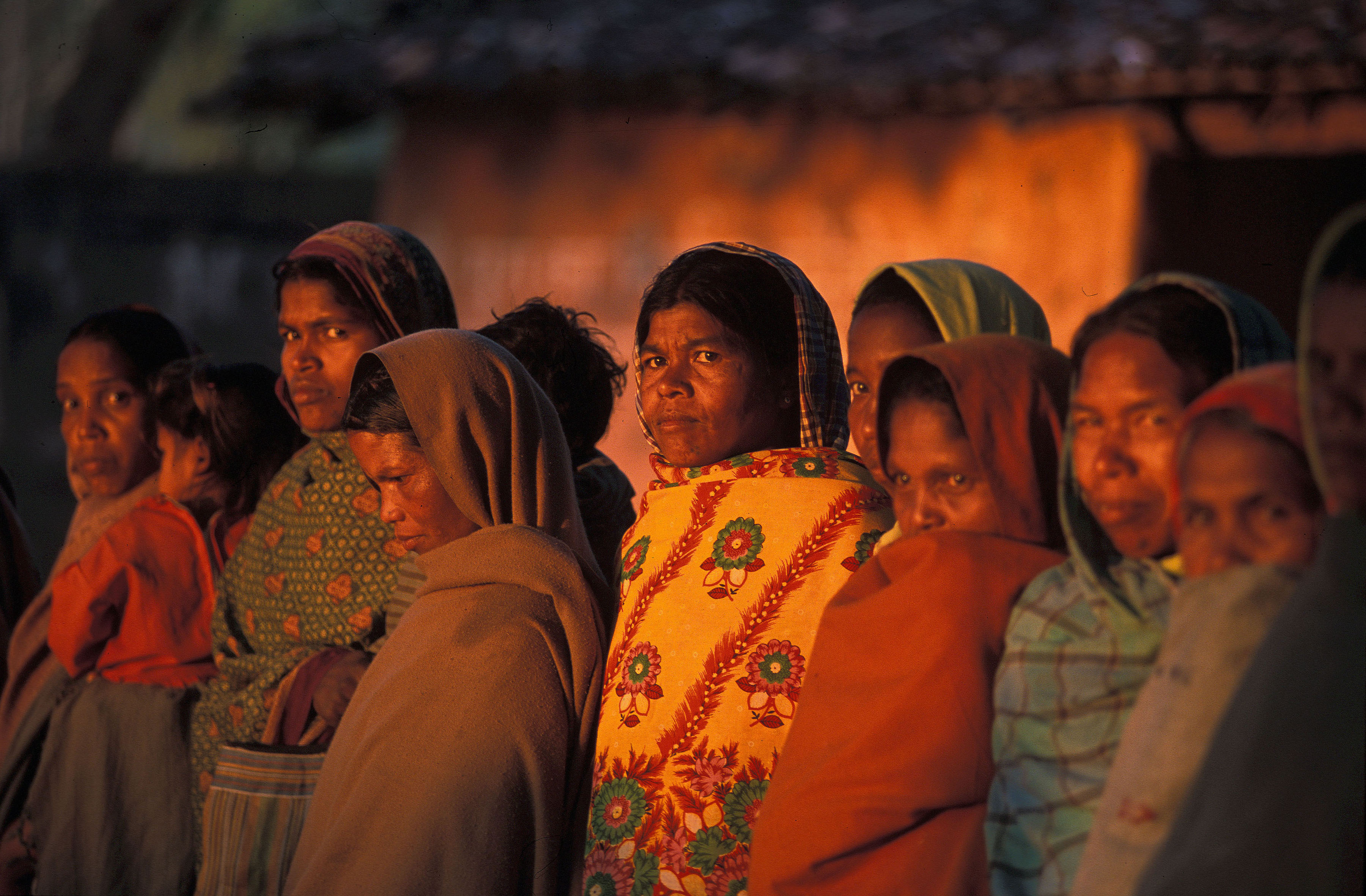
Frauen in Deogarh

Nach der nationalen Volkszählung 2011 hatte Odisha 41.947.358 Einwohner. Zwischen 2001 und 2011 wuchs die Einwohnerzahl um 14,0 Prozent und damit etwas langsamer als im Landesmittel (17,6 Prozent). Im Vergleich zum Rest Indiens ist Odisha verhältnismäßig dünn besiedelt und wenig urbanisiert: Die Bevölkerungsdichte liegt mit 269 Einwohnern pro Quadratkilometer unter dem indischen Durchschnitt von 382 Einwohnern pro Quadratkilometer. Nur 16,7 Prozent der Einwohner des Bundesstaates leben in Städten. Die Urbanisierungsrate ist damit niedriger als der gesamtindische Durchschnitt von 31,2 Prozent.
73,5 Prozent der Einwohner Odishas können lesen und schreiben (Männer 82,4 Prozent, Frauen 64,4 Prozent). Die Alphabetisierungsrate entspricht damit dem Landesdurchschnitt von 74,0 Prozent (Stand jeweils Volkszählung 2011). Im Zeitraum von 2010 bis 2014 betrug die durchschnittliche Lebenserwartung 65,8 Jahre (der indische Durchschnitt betrug 67,9 Jahre). Die Fertilitätsrate betrug 2,07 Kinder pro Frau (Stand: 2016) während der indische Durchschnitt im selben Jahr bei 2,23 Kinder lag.
Unter den Einwohnern Odishas machen die Adivasi (Angehörige der indigenen Stammesbevölkerung) eine bedeutende Minderheit aus. Die Volkszählung 2001 klassifiziert 22,1 Prozent der Bevölkerung als Angehörige der Stammesbevölkerung (Scheduled Tribes). Die Adivasi leben fast ausschließlich in ländlichen Gebieten. In Distrikten wie Malkangiri, Mayurbhanj, Rayagada oder Nabarangpur stellen sie die Bevölkerungsmehrheit. Die größten Adivasi-Gruppen sind die Khond, Gond, Bhumij, Bhuiya, Oraon, Paroja, Kisan, Bhumia, Binjhal und Koya.
Mit einem Wert von 0,580 erreichte Odisha 2015 den 25. Platz unter den 29 Bundesstaaten Indiens im Index der menschlichen Entwicklung und ist damit unterdurchschnittlich entwickelt.

### Entwicklung der Einwohnerzahl
Zensusbevölkerung (in den heutigen Grenzen) seit der ersten indischen Volkszählung im Jahr 1951.
| Zensusjahr | Einwohnerzahl |
| ---------- | ------------- |
| 1951       | 14.646.100    |
| 1961       | 17.549.500    |
| 1971       | 21.944.625    |
| 1981       | 26.370.270    |
| 1991       | 31.659.740    |
| 2001       | 36.707.900    |
| 2011       | 41.947.358    |

### Sprachen
Die Hauptsprache Odishas ist das zu der indoarischen Sprachfamilie gehörige Oriya. Es wird nach der Volkszählung 2001 von 83,2 Prozent der Bevölkerung als Muttersprache gesprochen und dient als alleinige Amtssprache. Der Rest der Bevölkerung spricht eine Vielzahl weiterer Sprachen. Unter der Stammesbevölkerung sind verschiedene dravidische und austroasiatische Sprachen verbreitet, unter anderem Kui (2,5 Prozent), Santali (1,9 Prozent), Ho (0,7 Prozent), Munda (0,7 Prozent), Kurukh (0,6 Prozent), Savara (0,5 Prozent), Gondi (0,5 Prozent), Malto (0,4 Prozent), Mundari (0,3 Prozent) und Kuwi (0,3 Prozent). Außerdem gibt es kleinere Zahlen von Sprechern der Sprachen der Nachbarbundesstaaten Odishas: Hindi-Sprecher machen 2,8 Prozent der Einwohner Odishas aus. Hierunter fallen auch die von Teilen der Adivasi-Bevölkerung gesprochenen Regionalsprachen Sadri, Chhattisgarhi, Laria und Kurmali, die bei der Volkszählung als Hindi-Dialekte gezählt werden. Ferner sprechen 1,9 Prozent Telugu und 1,3 Prozent der Bevölkerung Bengali als Muttersprache. Unter der kleinen muslimischen Minderheit Odishas ist Urdu (1,7 Prozent) verbreitet. Englisch ist wie in ganz Indien als Verkehrs- und Bildungssprache allgegenwärtig.

### Religionen

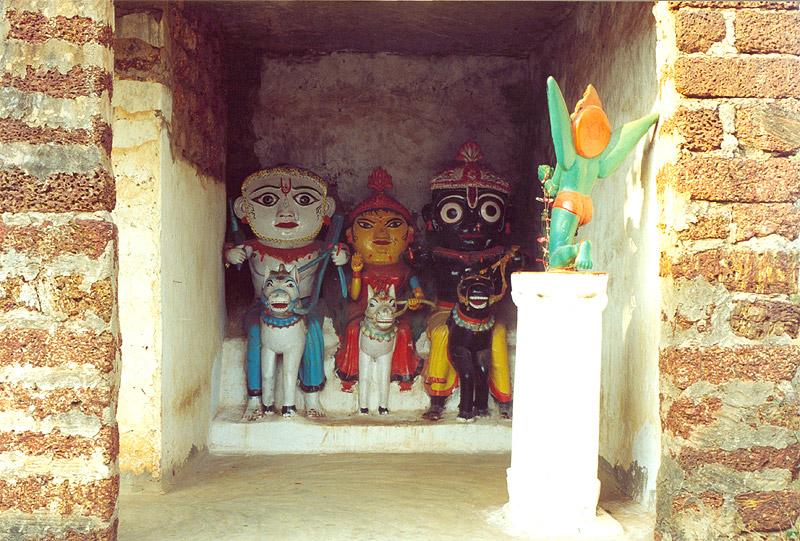
Jagannatha-Schrein in einem Dorf in Odisha

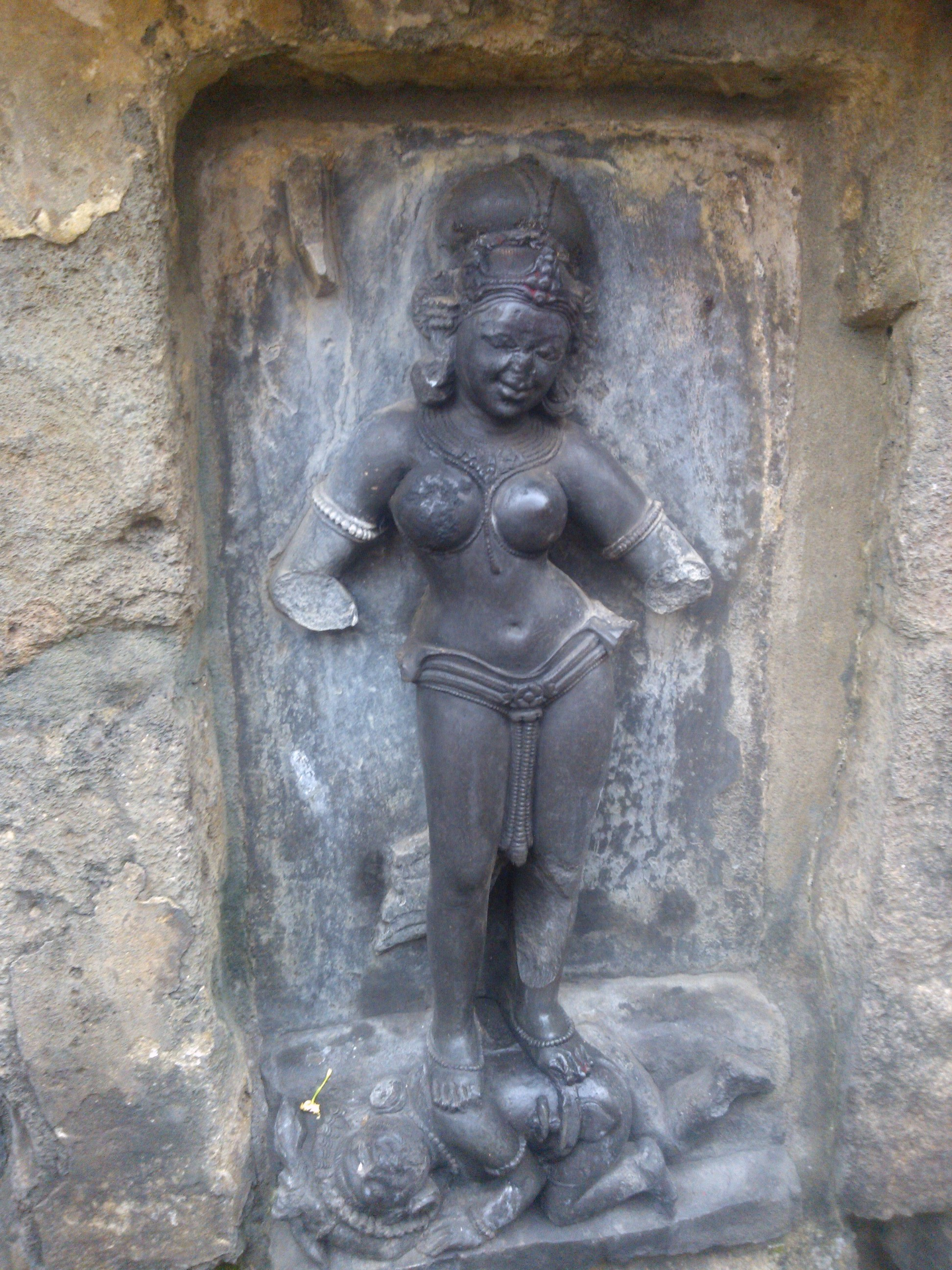
Yogini vom Chausath-Yogini-Tempel in Hirapur (bei Bhubaneswar)

Odisha ist stark hinduistisch geprägt. Hindus stellen die große Mehrheit der Bevölkerung, ihr Anteil liegt nach der Volkszählung 2011 mit 94 Prozent weit über dem indischen Landesdurchschnitt. Besondere Verehrung genießt unter den Hindus in Odisha der Gott Jagannatha, dem in Puri der Jagannath-Tempel geweiht ist; kleine Kopien der Kultbilder aus dem Jagannath-Tempel finden sich in dörflichen Schreinen, aber auch auf Hausaltären. Aus der Jagannath-Verehrung in Puri entwickelte sich die Odisha-Variante der Pattachitra-Malerei. Eine Besonderheit ist auch die – in einigen ländlichen Regionen Odishas immer noch praktizierte – Verehrung der Matrikas und der Yoginis, die beide in einer gewissen Nähe zu längst erloschenen tantristischen Kulten stehen und sich vom orthodoxen Brahmanismus unterscheiden.
Daneben gibt es in Odisha kleinere Minderheiten von Christen (3 Prozent), Muslimen (2 Prozent) und „andere Religionen“ (1 Prozent), worunter auch die traditionellen animistischen Glaubensformen der Adivasi fallen.
Die Minderheit der Christen setzt sich überwiegend aus Konvertiten unter der Stammesbevölkerung und den „Kastenlosen“ (Dalits) zusammen. Wegen der Konversionen von Hindus zum Christentum ist es zu Gewalttätigkeiten von hindunationalistischen Gruppen gegen Christen gekommen. In der zweiten Jahreshälfte 2008 kam es nach der fälschlicherweise zuerst Christen angelasteten Tötung von Swami Lakshmanananda und kurz vor Wahlen in und um Odisha zu religiös motivierten Pogromen gegen Christen und Kirchen, bei denen mindestens 59 Christen getötet wurden, rund 4.000 Gebäude in Brand gesetzt wurden und mehr als 50.000 Menschen aus Angst vor Verfolgung flohen.

## Geschichte
In der klassischen indischen Geschichte bestand dort der Staat Kalinga, der von Kaiser Ashoka so blutig erobert worden war, dass dieser aus Reue angeblich zum Buddhismus übertrat. Nach dem Ende des Maurya-Reiches stieg Kalinga unter König Kharavela (ab 183 v. Chr.) wieder auf, ein Eroberer, der in seinem zwölften Jahr Pataliputra eroberte und gleichzeitig dem Jainismus anhing.
Aber diese staatliche Entwicklung Kalingas war durch äußeren Zwang, den Einfluss Magadhas forciert worden und hatte keinen Bestand. Zur Zeit der Gupta existierten in dem Landesteil wieder mehrere kleine Fürstentümer, die keine Staatsbildungsansätze aufwiesen. Erst allmählich begannen sich aus Stammesfürstentümern kleine hinduistische Königreiche zu entwickeln, z. B. das der Mathara (2. Hälfte des 4. Jh.) und das der Sailodbhava (frühes 7. Jh.).
Im 8. Jahrhundert begann sich in Orissa mit der Bhaumakara-Dynastie ein Staatswesen zu konsolidieren, welches bereits über ein voll entwickeltes Verwaltungssystem mit Beamtenschaft und Kupfertafelinschriften verfügte, aber den Dorfgemeinschaften weiterhin Autonomie zugestand. Die Somavamshi-Dynastie setzte diese Politik fort und konnte im 10.–12. Jh. fünf Stammlande in Orissa unter ihrer Verwaltung vereinigen.
Zur Zeit der islamischen Invasion (Delhi-Sultane) behauptete sich Odisha unter den Gajapatis (Herren der Elefanten) der östlichen Ganga-Dynastie, speziell Anangabhima III. (regierte 1216–1239) und seinem Sohn Narasimha I. (regierte 1238–1264). Letzter baute den Sonnentempel von Konark. Auch im 14. Jahrhundert stellten die Ganga-Könige noch einen Machtfaktor dar, bis sie schließlich 1435 von der von König Kapilendra (reg. ca. 1435–1468) gegründeten Suryavamshi-Dynastie abgelöst wurden, die sich bis 1534 hielt.
Die Zeit der Hindu-Könige endete 1568 mit der Eroberung Orissas durch den (afghanischen) Karani-Herrscher Bengalens, welcher seinerseits von Großmogul Akbar I. (reg. 1556–1605) beseitigt wurde, so dass Orissa dem Mogulreich angegliedert wurde. Nach dem Zweiten Marathenkrieg 1803 bis 1805 kam das Gebiet unter die Herrschaft der Britischen Ostindien-Kompanie. Teilweise kam es unter direkte Verwaltung, teils blieben die Fürstenstaaten als Protektorate bestehen.
1912 wurde aus dem westlichen Gebiet der Präsidentschaft Bengalen die Provinz Bihar und Orissa gebildet. Am 1. April 1936 wurde diese Provinz geteilt und Orissa erlangte den Status einer eigenständigen Provinz. Als Indien unabhängig wurde, entstand am 15. August 1947 die Provinz Orissa, der am 1. Januar die meisten der in der Eastern States Union zusammengeschlossenen Fürstenstaaten eingegliedert wurden. Mit Inkrafttreten der indischen Verfassung am 26. Januar 1950 wurde Orissa ein Bundesstaat der Indischen Union (siehe Geschichte Indiens). Seit dem 4. November 2011 trägt er den Namen ‚Odisha‘. Diese Schreibweise entspricht besser der Aussprache des Landesnamens in der Landessprache Odia.

## Politik

### Politisches System
Die Legislative Odishas besteht aus einem Einkammerparlament, das sich aus 147 Mitgliedern, die in Einzelwahlkreisen nach dem relativen Mehrheitswahlrecht gewählt werden, zusammensetzt. Wahlen finden alle 5 Jahre statt. Scheidet ein Abgeordneter vorzeitig aus, findet eine Nachwahl in dem betreffenden Wahlkreis statt. Die Regierungsgeschäfte führt, wie in den anderen Bundesstaaten auch, ein Chief Minister, der an der Spitze der Regierung steht. Vertreter der obersten staatlichen Gewalt ist jedoch der vom indischen Staatspräsidenten ernannte Gouverneur (Governor), dessen Rolle sich jedoch meist auf rein zeremonielle Akte beschränkt. Der Gouverneur hat allerdings die wichtige Aufgabe, den Chief Minister zu ernennen und damit mit der Regierungsbildung zu beauftragen.
Das oberste Gericht Odishas ist der Orissa High Court mit Sitz in Cuttack.

### Parteien
Historisch war im unabhängigen Indien lange Zeit die Kongresspartei (INC) die politisch dominierende Kraft im Bundesstaat. Jedoch gab es schon von Beginn an eine gewisse Tradition von eigenständigen Regionalparteien. In den 1950er und zu Beginn der 1960er Jahre existierte hier Ganatantra Parishad, eine konservative Partei, in der ehemals regierende Fürsten eine gewisse Rolle spielten. Anfang der 1970er Jahre versuchte sich Biju Patnaik, der Vater des späteren Chief Ministers, in der Gründung einer neuen Regionalpartei ‚Utkal Congress‘, der jedoch nur kurzzeitig Erfolg beschieden war. 1998 gründete Naveen Patnaik die Partei Biju Janata Dal (BJD) als lokale Abspaltung von der indienweiten Partei Janata Dal. Die BJD war danach über mehr als zwei Jahrzehnte die dominierende politische Partei und ihr Vorsitzender Naveen Patnaik war zwischen 2000 und 2025 über 24 Jahre ununterbrochen Chief Minister des Bundesstaats. Er genoss den Ruf eines Politikers, der effizient gegen Korruption im öffentlichen Leben vorgeht und die Entwicklung des Staates voranbrachte.
Von einer gewissen Bedeutung waren in Odisha historisch betrachtet auch die Kommunisten, die hier stärker als in den meisten anderen Bundesstaaten vertreten waren. Ihre Bedeutung hat jedoch, parallel zum allgemeinen Niedergang der Kommunisten seit etwa der landesweiten Wahl 2009, stark abgenommen. Die größte Partei Indiens, die hindunationalistische Bharatiya Janata Party (BJP), spielte in Odisha lange Zeit nur eine vergleichsweise untergeordnete Rolle. Bei der Parlamentswahl vom 1. bis 24. Juni 2024 in Odisha gelang der BJP jedoch ein Überraschungserfolg und sie gewann die Mehrheit der Wahlkreismandate. Am 12. Juni 2024 wurde Mohan Charan Majhi als neuer Chief Minister Odishas vereidigt.

## Verwaltungsgliederung
Odisha ist in die 3 Divisionen North, Central und South mit jeweils 10 Distrikten und den Verwaltungssitzen in Sambalpur, Cuttack und Berhampur gegliedert.

### Divisionen
Odisha ist in drei Divisionen – Northern, Southern und Central – unterteilt, die jeweils 10 Distrikte umfassen. Jeder der drei Divisionen steht ein Divisional Commissioner vor, dessen Aufgabe die Kontrolle der ihm unterstellten Distrikte hinsichtlich Finanzeinnahmen und Verwaltung ist.
| Name              | Verwaltungs- sitz | Distrikte                                                                                              |
| ----------------- | ----------------- | --- |
| Northern Division | Sambalpur         | Angul, Balangir, Bargarh, Deogarh, Dhenkanal, Jharsuguda, Kendujhar, Sambalpur, Subarnapur, Sundargarh |
| Central Division  | Berhampur         | Baleswar, Bhadrak, Cuttack, Jagatsinghpur, Jajpur, Kendrapada, Khordha, Mayurbhanj, Nayagarh, Puri     |
| Southern Division | Cuttack           | Boudh, Gajapati, Ganjam, Kalahandi, Kandhamal, Koraput, Malkangiri, Nabarangpur, Nuapada, Rayagada     |

### Distrikte
Die 30 Distrikte (Einwohnerzahl und Bevölkerungsdichte nach der Volkszählung 2011) sind:

Distrikte Odishas. Die Nummerierung entspricht der nebenstehenden Tabelle

| Nr. | Distrikt      | Verwaltungs- sitz | Fläche     | Einwohner (2011) | Ew./km²     | Division |
| --- | ------------- | ----------------- | ---------- | ---------------- | ----------- | -------- |
| 1   | Angul         | Angul             | 6.390 km²  | 1.271.703        | 199 Ew./km² | North    |
| 2   | Balangir      | Balangir          | 6.568 km²  | 1.648.574        | 251 Ew./km² | North    |
| 3   | Baleswar      | Baleswar          | 3.805 km²  | 2.317.419        | 609 Ew./km² | Central  |
| 4   | Bargarh       | Bargarh           | 5.845 km²  | 1.478.833        | 253 Ew./km² | North    |
| 5   | Bhadrak       | Bhadrak           | 2.507 km²  | 1.506.522        | 601 Ew./km² | Central  |
| 6   | Boudh         | Boudh             | 3.098 km²  | 439.917          | 142 Ew./km² | South    |
| 7   | Cuttack       | Cuttack           | 3.932 km²  | 2.618.708        | 666 Ew./km² | Central  |
| 8   | Deogarh       | Deogarh           | 2.945 km²  | 312.164          | 106 Ew./km² | North    |
| 9   | Dhenkanal     | Dhenkanal         | 4.451 km²  | 1.192.948        | 268 Ew./km² | North    |
| 10  | Gajapati      | Paralakhemundi    | 4.330 km²  | 575.880          | 133 Ew./km² | South    |
| 11  | Ganjam        | Chhatrapur        | 8.205 km²  | 3.520.151        | 429 Ew./km² | South    |
| 12  | Jagatsinghpur | Jagatsinghpur     | 1.669 km²  | 1.136.604        | 681 Ew./km² | Central  |
| 13  | Jajpur        | Jajpur            | 2.899 km²  | 1.826.275        | 630 Ew./km² | Central  |
| 14  | Jharsuguda    | Jharsuguda        | 2.115 km²  | 579.499          | 274 Ew./km² | North    |
| 15  | Kalahandi     | Bhawanipatna      | 7.905 km²  | 1.573.054        | 199 Ew./km² | South    |
| 16  | Kandhamal     | Phulbani          | 8.043 km²  | 731.952          | 91 Ew./km²  | South    |
| 17  | Kendrapara    | Kendrapara        | 2.642 km²  | 1.439.891        | 545 Ew./km² | Central  |
| 18  | Kendujhar     | Kendujhar         | 8.308 km²  | 1.802.777        | 217 Ew./km² | North    |
| 19  | Khordha       | Khordha           | 2.811 km²  | 2.246.341        | 799 Ew./km² | Central  |
| 20  | Koraput       | Koraput           | 8.827 km²  | 1.376.934        | 156 Ew./km² | South    |
| 21  | Malkangiri    | Malkangiri        | 5.780 km²  | 612.727          | 106 Ew./km² | South    |
| 22  | Mayurbhanj    | Baripada          | 10.431 km² | 2.513.895        | 241 Ew./km² | Central  |
| 23  | Nabarangpur   | Nabarangpur       | 5.299 km²  | 1.218.762        | 230 Ew./km² | South    |
| 24  | Nayagarh      | Nayagarh          | 3.896 km²  | 962.215          | 247 Ew./km² | Central  |
| 25  | Nuapada       | Nuapada           | 3.863 km²  | 606.490          | 157 Ew./km² | South    |
| 26  | Puri          | Puri              | 3.479 km²  | 1.697.983        | 488 Ew./km² | Central  |
| 27  | Rayagada      | Rayagada          | 7.073 km²  | 961.959          | 136 Ew./km² | South    |
| 28  | Sambalpur     | Sambalpur         | 6.610 km²  | 1.044.410        | 158 Ew./km² | North    |
| 29  | Subarnapur    | Subarnapur        | 2.337 km²  | 652.107          | 279 Ew./km² | North    |
| 30  | Sundargarh    | Sundargarh        | 9.723 km²  | 2.080.664        | 214 Ew./km² | North    |

### Kommunale Selbstverwaltung
In Odisha gibt es 5 Municipal Corporations, 45 Municipalities sowie etwa 65 Notified Area Councils.
Municipal Corporations:
- Berhampur
- Bhubaneswar
- Cuttack
- Rourkela
- Sambalpur

Municipalities:
- Anandapur
- Angul
- Balangir
- Baleswar
- Barbil
- Bargarh
- Baripada
- Basudebpur
- Belpahar
- Bhadrak
- Bhawanipatna
- Biramitrapur
- Brajarajnagar
- Byasanagar
- Choudwar
- Deogarh
- Dhenkanal
- Jagatsinghpur
- Jajpur
- Jaleswar
- Jatni
- Jeypore
- Jharsuguda
- Joda
- Kendrapara
- Kendujhar
- Khordha
- Koraput
- Malkangiri
- Nabarangpur
- Paradeep
- Paralakhemundi
- Pattamundai
- Phulbani
- Puri
- Rajgangpur
- Rairangpur
- Rayagada
- Soro
- Subarnapur
- Sunabeda
- Sundargarh
- Talcher
- Titlagarh
- Umerkote

## Wirtschaft

Das Logo für Öffentlichkeitsarbeit des Bundesstaats

Odisha ist eine rohstoffreiche Region und hält 20 % von Indiens bekannten Kohlevorkommen, 25 % von Indiens Eisenerzvorkommen, einem Drittel der Bauxitreserven und dem größten Teil der Bestände an Chromerz. Odisha besitzt große Hüttenwerke und tätigt hohe laufende Investitionen in den Auf- und Ausbau von Aluminiumwerken, Stahlwerken, Erdölraffinerien und Hafenkapazitäten. Odisha hat als erster indischer Bundesstaat die Privatisierung der Stromnetze vorangetrieben. Acht Sonderwirtschaftszonen (SEZ, Special Economic Zones) wurden eingerichtet. Die intensive Industrialisierung hat in der stark agrarisch verwurzelten Bevölkerung einigen Widerstand hervorgerufen. Vor allem die Unternehmen Mittal, Tata, Vedanta Resources und Birlas sind wegen Vorwürfen von Menschenrechtsverletzungen negativ aufgefallen. Das Bruttoinlandsprodukt Orissas stieg nach Angaben des Ministry of Statistics and Programme Implementation von 1990 bis 2005 um ein mehrfaches.
In Odishas einzigem großen Seehafen in Paradeep wurden im Berichtsjahr 2005/2006 33 Millionen Tonnen Fracht umgeschlagen, im Berichtsjahr 2006/2007 38,5 Millionen. Davon war etwa ein Drittel Brennkohle und knapp 30 % Eisenerz, d. h. der Hafen wickelt den größten Teil des Exports an Odishas wichtigsten Rohstoffen ab. Damit ist der Hafen nach Gesamtumschlag der achtgrößte Hafen Indiens (Stand 2007) und der im Zeitraum 2004 bis 2007 am schnellsten wachsende. Das Industriegebiet von Padang gehört zu einer der sechs petrochemischen Investitionsregionen (PCPIRs) Indiens. Hier soll auf 284 km² Odishas größter Raffineriekomplex entstehen. Daneben werden die kleineren Seehäfen der beiden Städte Dhamra and Gopalpur ausgebaut.